# Mariano Batlles y Bertrán de Lis
Mariano Batlles y Bertrán de Lis  (Marià Batlles i Bertran de Lis, en valenciano) (Valencia, 1845-Barcelona, 1922) fue un médico y político valenciano afincado en Barcelona. Publicó un Atlas completo de anatomía humana descriptiva (1897).
Era hijo de Mariano Batlles y Torres-Amat (1798-1865), médico originario de Moyá que fue catedrático y rector de la Universidad de Valencia y diputado en Cortes, y de la valenciana Emilia Bertrán de Lis y Pons. Licenciado en medicina, en 1878 fue nombrado catedrático de anatomía en la Universidad de Granada y en 1879 catedrático en la Universidad de Barcelona, en la que finalmente sería decano de la Facultad de Medicina (UB) y socio honorario del cuerpo médico municipal. Durante estos años coincidió en la Universidad con Santiago Ramón y Cajal.
En las elecciones municipales de 1889 fue elegido concejal y después teniente de alcalde por el Partido Liberal del Ayuntamiento de Barcelona y en 1894-1898 fue elegido diputado de la Diputación de Barcelona por la circunscripción Pi-Sant Pere. Posteriormente fue delegado real de Instrucción Pública en Barcelona y socio del Ateneo Barcelonés . Se manifestó en contra del Presupuesto Extraordinario de Cultura del Ayuntamiento de Barcelona para 1908. Su hermana, Enriqueta Batlles i Bertran de Lis, se casó con Enrique Gaspar y Rimbau, escritor de obras de reconocido prestigio, como El anacronopete.  Fue cónsul de España en la zona de la actual Filipinas. 
Uno de sus hermanos, Roberto Batlles i Bertran de Lis, fue un conocido militar en su época, que murió en batalla, dejando un único heredero Roberto Batlles i Aracil. Roberto Batlles Aracil, fue asesinado en la calle Clero con armas de fuego,  por anarcosindicalistas  del sector ebanista en 1919, siendo su cadáver recogido en la calle por el juez Felix Pizcueta.